# Barutus hartmanni
Barutus hartmanni är en skalbaggsart som beskrevs av Brett C.Ratcliffe 1981. Barutus hartmanni ingår i släktet Barutus och familjen Dynastidae. Inga underarter finns listade.